# Dyscia variegata
Dyscia variegata là một loài bướm đêm trong họ Geometridae.